# Орловский, Александр Осипович
Алекса́ндр О́сипович Орло́вский (пол. Aleksander Orłowski; 9 марта 1777, Варшава, Речь Посполитая — 1 [13] марта 1832, Санкт-Петербург, Российская империя) — русский живописец-баталист и жанрист польского происхождения.

## Биография

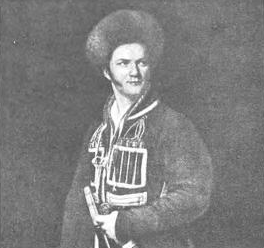
Автопортрет

Александр Орловский родился в небогатой шляхетской семье. Княгиня Изабелла Чарторыйская, случайно заметив в будущем художнике склонность к рисованию, отдала его в ученье к жившему в Варшаве живописцу Ж. Норблену де ла Гурдену. Движимый патриотизмом и любовью к приключениям, Орловский в 1794 году поступил на службу в польское войско, участвовал в нескольких битвах восстания Костюшко и, будучи ранен в одной из них, вернулся в Варшаву. Здесь он стал вести беспорядочную жизнь и даже пристал к труппе фокусника. Норблен, ценя его артистическое дарование, старался отклонить его от этих похождений и снова принял в свой дом. С той поры Орловский посвятил себя всецело искусству, которое вскоре доставило ему некоторую известность среди варшавян. Затем он провёл целый год в Литве, переезжая с места на место и изучая нравы местного дворянства и народный быт. По возвращении в Варшаву он нашёл покровителя в лице князя Юзефа Понятовского и вошёл в моду у польской аристократии.
В 1802 году приехал в Санкт-Петербург, где попал в милость к великому князю Константину Павловичу, был поселён при его дворе и своими рисунками и карикатурами составил себе имя в обществе. Дабы ближе познакомиться с Россией, ездил в Москву, Новгород и другие местности империи; путешествовал, кроме того, по Франции, Италии и Германии. В 1809 году за картину «Бивуак казаков» Санкт-Петербургская академия художеств присудила ему звание академика. В 1819 году был причислен к генеральному штабу для сочинения рисунков военных костюмов.
Орловский — талантливый, бойкий, но нестрогий рисовальщик, умевший схватывать характерные черты изображаемых лиц и фигур и придавать им движение, но впадавший при этом зачастую в утрирование. Кроме картин, писанных масляными красками, каковы, например, находящиеся в Эрмитаже «Казак, убивающий тигра», «Коровы на пастбище», «Отдых охотников», «Домашний скот на лугу», «Стадо на пастбище», «Морской вид» и «Кораблекрушение», Орловский произвёл несчётное множество карандашных, акварельных и черченных пером рисунков, рассеянных в альбомах особ царской фамилии и любителей искусства. Многие из этих произведений, изображающих преимущественно казаков, башкир и других всадников, мчащиеся тройки и сцены простонародной жизни, были им самим литографированы.
Орловский упоминается в поэме А. С. Пушкина «Руслан и Людмила»:

Бери свой быстрый карандаш, 

Рисуй, Орловский, ночь и сечу!
Вспомнил Пушкин Орловского также в «Путешествии в Арзрум»:

У кибиток… пасутся уродливые, косматые кони, знакомые вам по прекрасным рисункам Орловского.

Кроме того, Орловский упоминается в «Пане Тадеуше» Адама Мицкевича:

«Художник пан Орловский,

Артист, а вкус имел сугубо соплицовский,—

Так пани прервала (Соплицам всем на свете

Милее прочих мест леса-дубравы эти).—

Орловский славился, гордилась им столица,—

Эскиз есть у меня, он в столике хранится!

Клянусь я маменькой, что в этой райской жизни

Орловский тосковал о брошенной отчизне,

С годами, кажется, любил ее все больше

И вечно рисовал природу милой Польши!»